# Enjoy Incubus
Enjoy Incubus é um EP da banda Incubus, lançado a 7 de Janeiro de 1997.

## Faixas
1. "You Will Be A Hot Dancer" – 4:17
2. "Shaft" – 3:25
3. "Take Me to Your Leader" – 4:43
4. "Version" – 4:17
5. "Azwethinkweiz" – 3:48
6. "Hilikus" – 18:05